# National Basketball Development League 2001-2002
La stagione della National Basketball Development League 2001-2002 fu la prima edizione della NBDL. La stagione si concluse con la vittoria dei Greenville Groove, che sconfissero i North Charleston Lowgators per 2-0 nella serie finale.

## Squadre partecipanti
- Asheville Altitude
- Columbus Riverdr.s
- Fayet. Patriots
- Greenville Groove

- Huntsville Flight
- Mobile Revelers
- N.C. Lowgators
- Roanoke Dazzle

## Classificaregular season
| Squadra                    | V  | P  | PCT  | GB |
| -------------------------- | -- | -- | ---- | -- |
| Greenville Groove          | 36 | 20 | 64,0 | -- |
| North Charleston Lowgators | 36 | 20 | 64,0 | -- |
| Columbus Riverdragons      | 31 | 25 | 55,0 | 5  |
| Mobile Revelers            | 30 | 26 | 54,0 | 6  |
| Huntsville Flight          | 26 | 30 | 46,0 | 10 |
| Asheville Altitude         | 26 | 30 | 46,0 | 10 |
| Fayetteville Patriots      | 21 | 35 | 38,0 | 15 |
| Roanoke Dazzle             | 18 | 38 | 32,0 | 18 |

## Play-off
|  | Semifinali | Semifinali                 | Semifinali |                   |   | Finale                     | Finale | Finale |  |
|  |            |                            |            |                   |   |                            |        |        |  |
|  | 1          | North Charleston Lowgators | 2          |                   |   |                            |        |        |  |
|  | 1          | North Charleston Lowgators | 2          |                   |   |                            |        |        |  |
|  | 4          | Mobile Revelers            | 1          |                   |   |                            |        |        |  |
|  | 4          | Mobile Revelers            | 1          |                   | 1 | North Charleston Lowgators | 0      |        |  |
|  |            |                            |            |                   | 1 | North Charleston Lowgators | 0      |        |  |
|  |            |                            | 2          | Greenville Groove | 2 |                            |        |        |  |
|  | 2          | Greenville Groove          | 2          | Greenville Groove | 2 | 2                          |        |        |  |
|  | 2          | Greenville Groove          |            |                   |   |                            |        |        |  |
|  | 3          | Columbus Riverdragons      | 1          |                   |   |                            |        |        |  |

| Campione National Basketball Development League 2001-2002 |
| --------------------------------------------------------- |
| Greenville Groove 1º titolo                               |

## Statistiche
| Categoria             | Giocatore       | Squadra                    | Stat |
| --------------------- | --------------- | -------------------------- | ---- |
| Punti per gara        | Isaac Fontaine  | Mobile Revelers            | 17,4 |
| Rimbalzi per gara     | Thomas Hamilton | Roanoke/Greenville         | 9,4  |
| Assist per gara       | Omar Cook       | Fayetteville Patriots      | 7,8  |
| Palle rubate per gara | Fred House      | North Charleston Lowgators | 2,5  |
| Stoppate per gara     | Lee Scruggs     | Asheville Altitude         | 2,1  |
| FG%                   | Lorenzo Coleman | Roanoke Dazzle             | 60,6 |
| FT%                   | Isaac Fontaine  | Mobile Revelers            | 90,5 |
| 3FG%                  | Terry Dehere    | North Charleston Lowgators | 45,0 |

## Premi NBDL
- Most Valuable Player: Ansu Sesay, Greenville Groove
- Rookie of the Year: Fred House, North Charleston Lowgators
- Defensive Player of the Year: Jeff Myers, Greenville Groove
- Sportsmanship Award: Mike Wilks, Huntsville Flight
- All-NBDL First Team
  - Isaac Fontaine, Mobile Revelers
  - Tremaine Fowlkes, Columbus Riverdragons
  - Thomas Hamilton, Roanoke/Greenville
  - Ansu Sesay, Greenville Groove
  - Billy Thomas, Greenville Groove
- All-NBDL Second Team
  - Omar Cook, Fayetteville Patriots
  - Paul Grant, Asheville Altitude
  - Derek Hood, Mobile Revelers
  - Terrell McIntyre, Fayetteville Patriots
  - Sedric Webber, North Charleston Lowgators